# 大分一家6人殺傷事件
大分一家6人殺傷事件（おおいたいっかろくにんさっしょうじけん）は、2000年（平成12年）8月14日未明に大分県大野郡野津町（現：臼杵市）で発生した、当時15歳の少年による隣家殺傷事件。

## 事件の概要

### 加害者
- 事件当時、県立高等学校の1年生で15歳であった。3世代、5人家族の次男で、「真面目」「いい子」との評価を受けていた。
- いわゆる共働きの家庭だった。父親は厳格な性格であったが感情起伏が激しく、少年が幼少時に夫と妻は1年ほど別居していた。
- 風呂場から侵入し、サバイバルナイフを使用して殺傷した。抵抗されたため、加害者は結果的に軽い傷を負った。
- 事件当日の午前6時45分、殺人・殺人未遂の容疑により逮捕される。
- 逮捕後は反省の言葉を口にしている。

### 被害者
- 寝込みを襲われ、3人が死亡、1人が重体、2人が重傷を負った。
- 民事では2億4000万円の賠償と加害者の35歳までの個人情報等の報告を求めた。この条件を加害者側は承諾したため、既に和解した。

### 動機
「被害者宅の風呂を覗いた」との疑いをかけられ、父親に厳しく注意されたり被害者宅全員から無視されたりするなどの屈辱を受けた。このことを恨んでの犯行とされる。実際に風呂を覗いたかどうかは不明で、少年は「（風呂は覗いておらず）煙草を吸っていただけ」と自供している。

### 処遇
重度の行為障害（狭義の精神病ではない）と診断され、責任能力を肯定している。
大分少年鑑別所
京都医療少年院
関東の特別少年院

## 事件の背景
- 事件が発生した集落は戸数が比較的少ない、のどかな集落（農村地帯）である。
- 被害者宅と加害者宅は隣家同士で、少年も含め親しい付き合いをしていた。
- 加害者は残虐なビデオやゲーム等を好んでいた。このため、このような残虐なビデオ等を楽しむことによる「現実感の喪失」が事件の原因と評価する向きもある。しかしその一方で、こうした残虐なゲーム等のみで事件の原因と断定するのは単なるこじつけであって、むしろ、一般的な少年にはこのような事件を防止する良い効果があるとの反論も多い。
- 被害者宅の女子高生に交際をせまっていたとの証言があり、弁護士はこれを否定している。

## その他
- 匿名掲示板2ちゃんねるのペット大嫌い板で、2000年12月27日の午後5時3分頃、当該事件を例に挙げて犯行をほのめかす投稿が行われ、世田谷一家殺害事件の犯人ではないかと騒がれた。